# Windows 10 phiên bản tháng 4 năm 2018
Windows 10 phiên bản tháng 4 năm 2018 (còn được biết đến với số hiệu 1803 và tên mã "Redstone 4") là bản cập nhật thứ năm của Windows 10 đông thời cũng là bản cập nhật thứ tư của hệ điều hành này dưới tên mã "Redstone". Nó có số bản dựng là 10.0.17134.
Ngày 31/8/2017, bản xem trước đầu tiên của Windows 10 1803 ra mắt trong chương trình Windows Insider. Microsoft ban đầu sẽ phát hành nó một cách chính thức vào ngày 10/4, nhưng sau đó đã phải trì hoãn vì một số lỗi trong bản cập nhật có thể làm tăng khả năng xảy ra hiện tượng "Màn hình xanh chết chóc" (BSOD). Bản xem trước cuối cùng được công bố ngày 16/4/2018 cũng trong chương trình trên, trước khi ra mắt công chúng 2 tuần sau đó. Đến ngày 5/8/2018, phiên bản 1803 chính thức được phát hành rộng rãi.

## Các tính năng mới
Phiên bản này có một số thay đổi đáng chú ý:
- Dòng thời gian trong Task View được cải tiến[19]
- Khả năng đồng bộ hóa thông qua Microsoft Graph được tăng cường[20][21][22]